# Actio
Een actio is de Latijnse term voor procedure.
Anders dan de meeste moderne rechtsstelsels, was het Romeinse burgerlijk recht niet georganiseerd rond geschreven wetten, maar rond een aantal standaardprocedures (actiones, enkelvoud: actio), die ieder een eigen onderwerp hadden.
De Romein die zijn recht wilde halen kon dus geen geschreven catalogus van rechten raadplegen, maar diende na te gaan of er een actio bestond, die, in geval van een succesvolle procedure, tot het door hem gewenste resultaat zou leiden.
Voorbeelden van Romeinsrechtelijke actiones zijn:
- legis actiones, voor de vaste regels van een actio;
- actio in personam, voor een Romeinse procedure (zie ook condictio);
  - actio familiae erciscundae, voor een Romeinse procedure;
- actio in rem, voor een Romeinse procedure (zie ook vindicatio);
  - rei vindicatio;
  - actio communi dividundo, voor een Romeinse procedure;
  - actio pauliana, voor een Romeinse procedure;
- actio miocta, voor een Romeinse procedure;
- actio spolii, voor een canonieke procedure.